# Валеев, Абдулла Хабиевич
Абдулла́ Хаби́евич (Хабибу́ллович) Вале́ев (1922—1944) — красноармеец Рабоче-крестьянской Красной Армии, участник Великой Отечественной войны, Герой Советского Союза (1943).

## Биография
Абдулла Валеев родился в 1922 году в селе Бакаево (ныне — Кушнаренковский район Башкортостана). По национальности татарин. Получил начальное образование, работал в колхозе. В сентябре 1941 года Валеев был призван на службу в Рабоче-крестьянскую Красную Армию. С января 1942 года — на фронтах Великой Отечественной войны. К июлю 1943 года красноармеец Абдулла Валеев был первым номером расчёта противотанкового ружья 1-го стрелкового батальона 1031-го стрелкового полка 280-й стрелковой дивизии 60-й армии Центрального фронта. Отличился в боях на Курской дуге и битве за Днепр.
13 июля 1943 года у высоты 257,0 в Троснянском районе Курской области Валеев огнём из противотанкового ружья и гранатами в составе своего взвода отражал три вражеские атаки. Несмотря на численное превосходство, немецкие подразделения взять высоту не смогли, потеряв около 300 солдат и 3 офицеров убитыми. В бою Валеев дважды был ранен, но поля боя не покинул до прибытия подкрепления. В последующих боях огнём из своего противотанкового ружья Валеев уничтожил 4 пулемёта и 17 вражеских солдат. В ночь с 24 на 25 сентября в составе группы Валеев переправился через Днепр в районе села Рыбный Промысел Черниговской области Украинской ССР. Группе удалось захватить плацдарм и в течение 42 часов удерживать его, отразив 12 вражеских контратак. В том бою Валеев уничтожил 2 пулемёта и 9 немецких солдат.
Указом Президиума Верховного Совета СССР от 17 октября 1943 года красноармеец Абдулла Валеев был удостоен высокого звания Героя Советского Союза с вручением ордена Ленина и медали «Золотая Звезда».
Погиб в бою 24 января 1944 года, похоронен в деревне Туганицы Гатчинского района Ленинградской области.

## Награды
- Медаль «Золотая Звезда» Героя Советского Союза (17.10.1943)[2][3]
- Орден Ленина (17.10.1943)

## Память
В селе Бакаево установлен памятник Валееву, его имя присвоено местной школе.